# Olympische Winterspiele 1988/Teilnehmer (Chinese Taipei)
| Gelbes Symbol für Goldmedaillen mit stilisierten Olympischen Ringen | Graues Symbol für Silbermedaillen mit stilisierten Olympischen Ringen | Braundes Symbol für Bronzemedaillen mit stilisierten Olympischen Ringen |
| ------------------------------------------------------------------- | --------------------------------------------------------------------- | ----------------------------------------------------------------------- |
| —                                                                   | —                                                                     | —                                                                       |

Die Republik China nahm unter dem Namen Chinesisch Taipeh an den Olympischen Winterspielen 1988 im kanadischen Calgary mit einer Delegation von 13 Athleten in vier Disziplinen teil, davon elf Männer und zwei Frauen. Ein Medaillengewinn gelang keinem der Athleten.
Fahnenträger bei der Eröffnungsfeier war der Bobfahrer Chen Chin-san.

## Teilnehmer nach Sportarten

### Bob
Männer, Zweier
- Chen Chin-san, Lee Chen-tan (TPE-1)
15. Platz (3:59,11 min)

- Sun Kuang-ming, Chen Chin-san (TPE-2)
33. Platz (4:05,06 min)

Männer, Vierer
- Chen Chin-san, Chen Chin-san, Lee Chen-tan, Wang Jauo-hueyi (TPE-1)
22. Platz (3:52,75 min)

### Eiskunstlauf
Männer
- David Liu
nicht für die Kür qualifiziert

Frauen
- Pauline Chen Lee
nicht für die Kür qualifiziert

### Rennrodeln
Männer
- Sun Kuang-ming
32. Platz (3:21,600 min)

Frauen
- Teng Pi-hui
24. Platz (3:17,127 min)

### Ski Alpin
Männer
- Chen Tong-jong
Riesenslalom: disqualifiziert
Slalom: 48. Platz (2:51,10 min)

- Kuo Koul-hwa
Riesenslalom: disqualifiziert

- Lin Chi-liang
Super-G: 57. Platz (2:30,81 min)
Riesenslalom: disqualifiziert

- Ong Ching-ming
Super-G: 55. Platz (2:17,22 min)
Riesenslalom: disqualifiziert
Slalom: Rennen nicht beendet

- Tang Wei-tsu
Super-G: disqualifiziert
Slalom: disqualifiziert